# 阿苏埃洛
阿苏埃洛（西班牙語：Azuelo）是西班牙纳瓦拉的一个市镇。总面积11平方公里，总人口47人（2001年），人口密度4人/平方公里。